# Rüthi
Rüthi (do roku 1994 oficiálně Rüthi (Rheintal)) je obec ve švýcarském kantonu St. Gallen. Nachází se na východě kantonu, nedaleko hranic s Rakouskem. Žije zde přibližně 2 400 obyvatel.

## Geografie
Obec Rüthi leží na úpatí hory Hoher Kasten v údolí Rýna mezi Altstättenem a Buchsem. Kromě samotného Rüthi k politické obci patří také vesnice Büchel, Hirschensprung a jižní část vesnice Rehag, k níž v letech 1798–1831 patřil také Kobelwald a v letech 1803—1831 Lienz.
Na východě tvoří hranici obce Rýn, který je zde zároveň státní hranicí s Rakouskem. Na severu obec sousedí s Oberrietem a na jihu s Lienzem, exklávou obce Altstätten.

## Historie

Rüthi (1947)

Hrobové nálezy svědčí o tom, že oblast obce byla osídlena již v neolitu. Od 7. století se v oblasti usadili Alamani, kteří vykáceli lesní plochy, aby z nich udělali ornou půdu. Odtud pochází název místa (ze středohornoněmeckého riute).
První doložená zmínka o obci se nachází v listině kláštera St. Gallen z 5. června 820. Od roku 1292 byl majitelem obce klášter Pfäfers. V roce 1392 získali Pfäferští panství od hrabat z Werdenbergu-Heiligenbergu a v roce 1484 vydali Rüthi dokumentaci o právech a povinnostech. V té době byly Rüthi a Plona farnostmi Rankweilu, Lienz pak Altenstadtu u Feldkirchu. V roce 1529 byla Rüthi dočasně reformována pod vedením opata Johanna Jakoba Russingera, v roce 1532 se však vrátila ke staré víře. Po soudních sporech s konfederačními městy, která Rüthi v roce 1490 jako součást rheintalského újezdu převedla pod svou správu, prodali Pfäferští v roce 1538 příslušníkům dvora Rüthi pozemkovou rentu, desátky, dvůr a církevní právo. Současně byla kaple svatého Valentina, zmiňovaná v roce 1287, povýšena na farní kostel. Ještě na počátku 21. století jsou Lienz, Plona a Hirschensprung farnostmi Rüthi, ale mají vlastní kaple.
V roce 1803 se Rüthi stalo politickou obcí nového kantonu St. Gallen a až do roku 2002 patřilo do okresu Oberrheintal. Obec byla často postihována opakujícími se povodněmi, zejména v letech 1762, 1868, 1871 a 1890. V letech 1887 a 1890 ji také postihly velké požáry. Po regulaci Rýna představoval čas od času nebezpečí svými záplavami pouze kanál Rheintaler Binnenkanal (vnitrozemský kanál v údolí Rýna), který protíná obec Rüthi. Z tohoto důvodu byl v letech 2006–2008 realizován projekt protipovodňové ochrany a renaturace úzkého kanálu.

## Obyvatelstvo

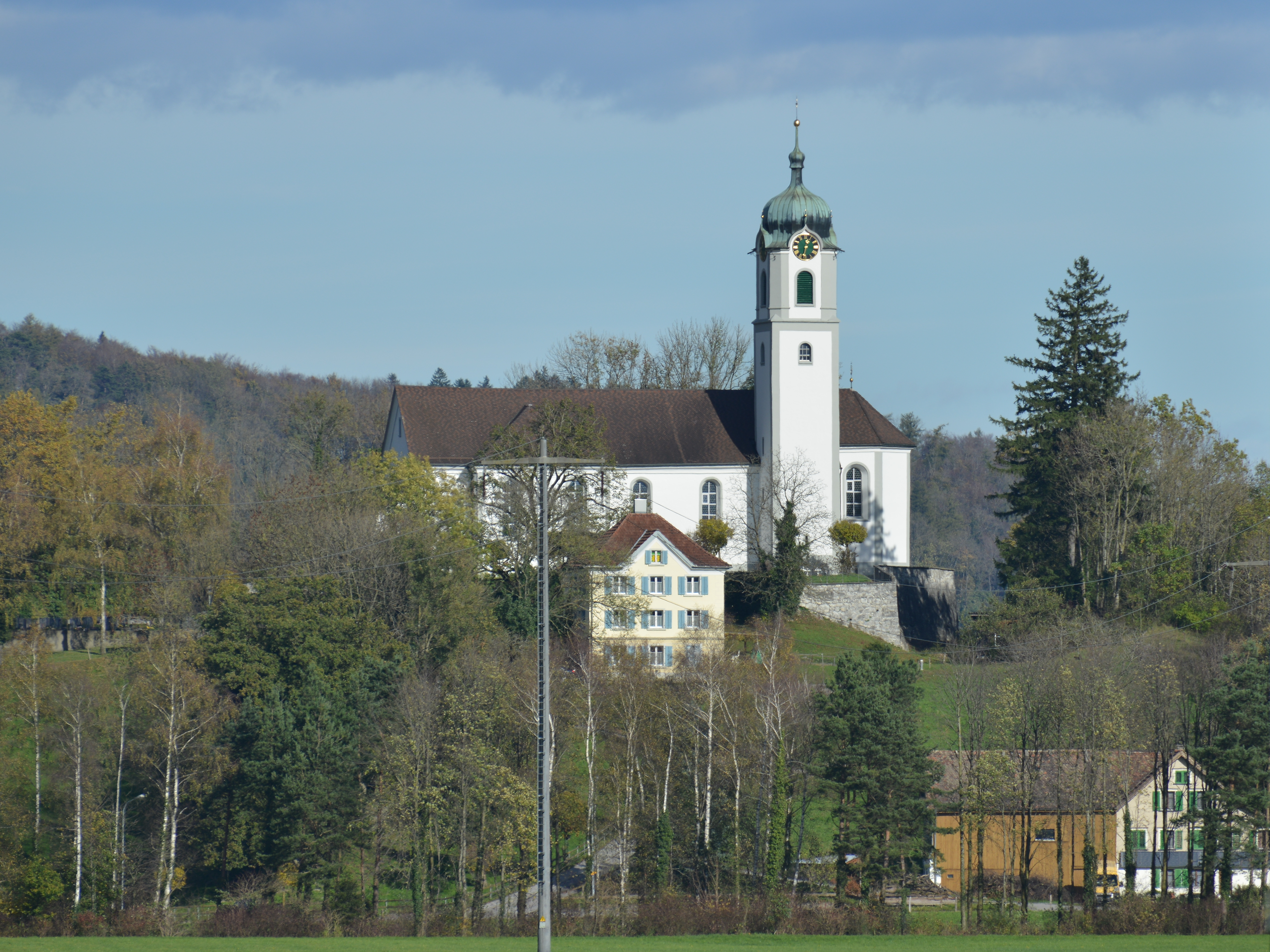
Katolický kostel v obci

| Rok            | 1850 | 1900 | 1950 | 1980 | 2000 | 2010 | 2019 |
| Počet obyvatel | 1500 | 1193 | 1570 | 1475 | 1967 | 2046 | 2412 |

## Hospodářství a doprava
Vedle zemědělství na orné půdě mělo až do 20. století na obecních loukách mimořádný význam pěstování trávy a mlékárenství, zatímco vinařství zůstávalo na okraji zájmu. Největším vlastníkem půdy je stále obec, která do roku 1900 zajišťovala také sociální péči. V roce 1858 bylo Rüthi napojeno na železniční trať Rorschach–Chur. Od 60. let 20. století se Rüthi mění ze zemědělské obce na obchodně-průmyslové město (továrna na baterie), kde je 72 % pracovních sil zaměstnáno v sekundéru (2005).